# Триумфальные пилоны
Триумфа́льные пило́ны (также «Пило́ны на Пороховы́х») — пилоны в Санкт-Петербурге, памятник архитектуры в стиле сталинского неоклассицизма, входящий в Зелёный пояс Славы. Расположены в северной части улицы Коммуны, на её пересечении с Отечественной улицей, по обе стороны от дорожного полотна, вплотную к проезжей части.

## История
Построены в 1952 году, в честь защитников Ленинграда в Великой Отечественной войне.
При постройке пилоны отмечали границу города (и исторического района Пороховые), и поныне находятся рядом с ней.
В начале 1960-х годов барельефы Сталина закрыли жестяными овалами. В 1990-е годы исчезли и звёзды, но к 60-летию Победы в 2005 году пилоны отреставрировали, ржавые жестяные овалы сняли с барельефов Сталина, вернув и звёзды, и пилоны вновь обрели свой исторический вид.

## Описание
Пилоны выполнены из розового гранита и имеют высоту 11 и ширину около 1,5 метров. Верхняя часть пилонов украшена барельефами Ленина и Сталина, а венчают их пятиконечные звёзды в венках.
Это два из четырёх сохранившихся до наших дней изображений Сталина в Санкт-Петербурге (третье находится под землёй, в вестибюле станции метро «Площадь Восстания», а четвёртое — на знамени в памятнике «Героям Краснодона» в Екатерингофе), но лишь на пилонах портреты Сталина занимают центральное место.
При взгляде равно с южной и северной сторон слева находится барельеф Ленина, а справа Сталина, причём они смотрят друг на друга. Со сторон, противоположных дорожному полотну, на пилонах установлены мемориальные доски, однотонные с барельефами и звёздами.
Текст памятной доски на западном пилоне:

Триумфальные пилоны в честь защитников Ленинграда в годы Великой Отечественной войны. Проект выполнен архитектором В. Я. Душечкиной и скульптором А. Е. Громовым по заданию архитектурно-планировочного управления Ленгорисполкома в 1951 году. Установлены в 1952—1953 гг. Восстановлены как объект культурного наследия регионального значения в 2005—2006 годах по инициативе депутата Законодательного собрания Санкт-Петербурга А. А. Тимофеева, работы по восстановлению проведены при содействии Главы Администрации Красногвардейского района М. Д. Щербаковой, главы муниципального образования — главы местной администрации МО Ржевка В. Г. Черевко.

## Фото

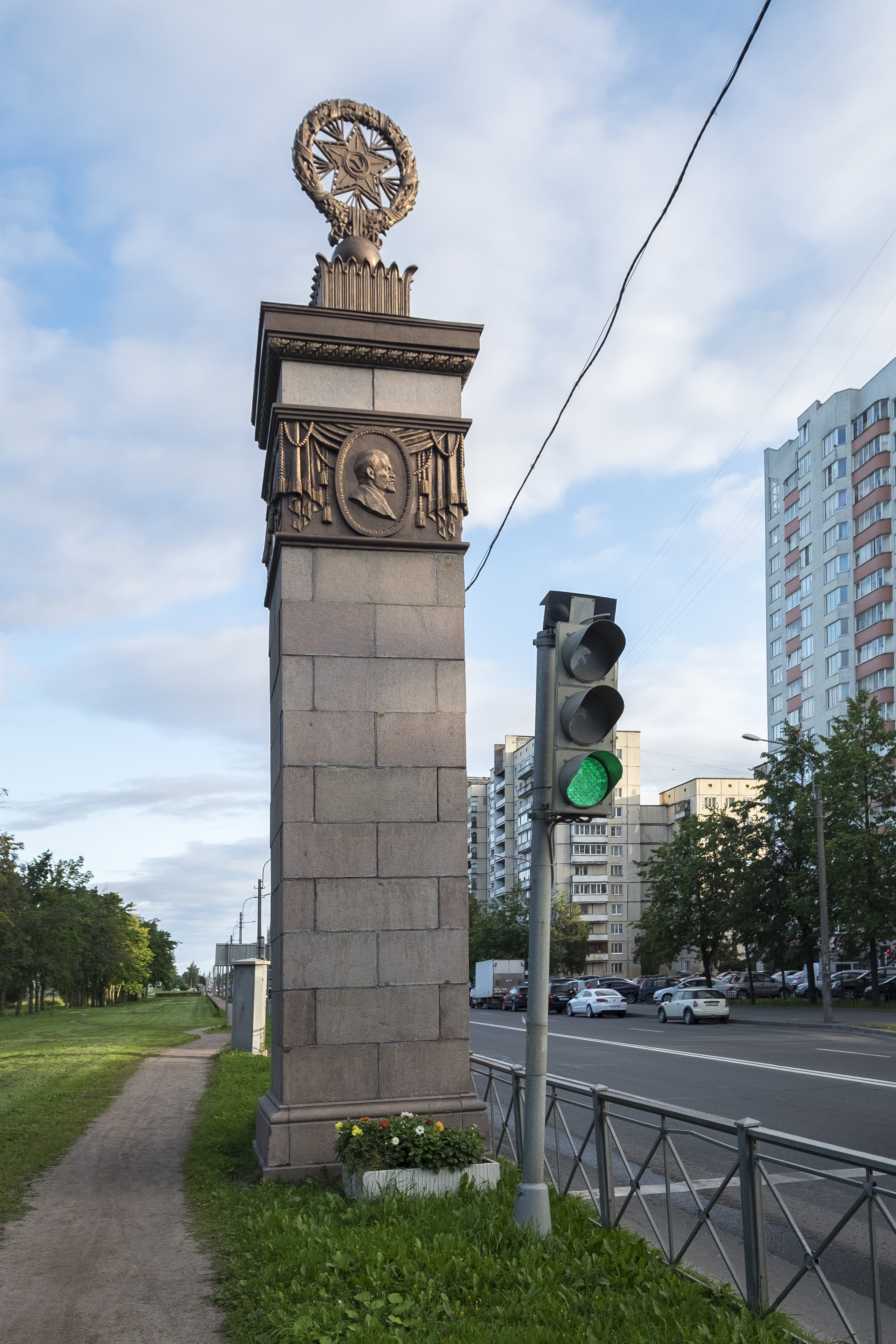
Триумфальный пилон с профилем Ленина (2017 год)
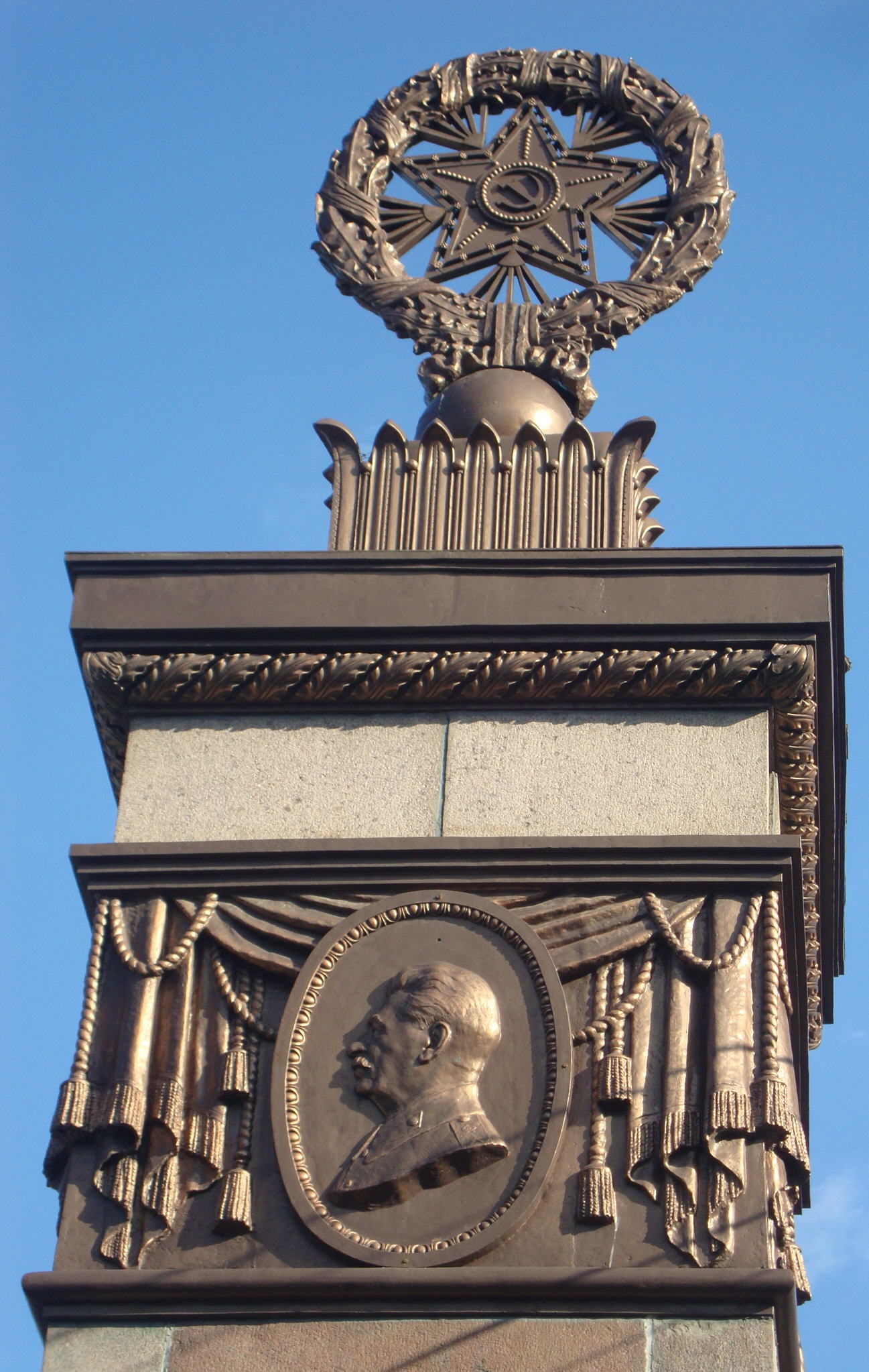
Верх триумфального пилона с профилем Сталина (2014 год)
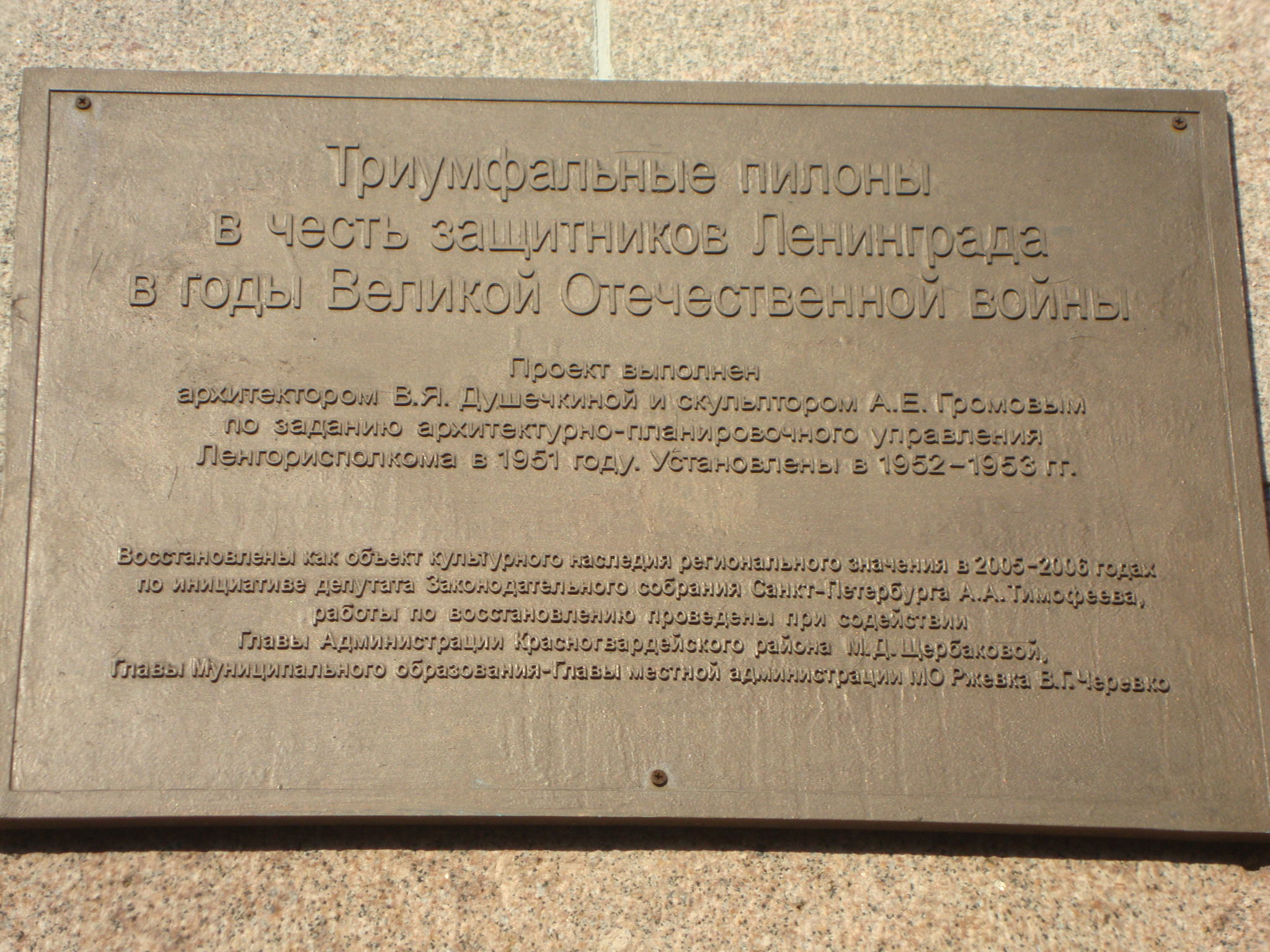
Мемориальная доска